# Daniel Huillier
Temple de la renommée français : 2009
Daniel Huillier, né le 7 mai 1928 à Villard-de-Lans, est un résistant, joueur français de hockey sur glace et actuel président des Ours de Villard-de-Lans et de l'Association nationale des pionniers et combattants volontaires du maquis du Vercors.

## Biographie

### Résistance
Daniel Huillier est né le 7 mai 1928 à Villard-de-Lans. 
Son grand-père, Daniel Huillier, créé son entreprise d’autocars en 1889 à Pont-en-Royans. Ses deux fils aînés, Emile et Victor, créent la ligne Villard-de-Lans - Grenoble avec leur premier car en 1925. En 1941, son père, Victor Huillier, crée une Société d’Exploitation forestière, et achète, au titre de cette activité, le tiers de la ferme d’Ambel, appartenant à Jean Erlich, député SFIO du 13e arrondissement de Paris. Victor Huillier prend contact à Lans-en Vercors avec le docteur Léon Martin, ancien maire de Grenoble, qui y possède une résidence. De cette rencontre naît le groupe-franc local « Francs- Tireurs ». 
En septembre 1942, son père met à la disposition des réfractaires sa ferme d’Ambel dans laquelle voit le jour en novembre 1942 le premier maquis de France. Les autocars Huillier jouent un rôle de premier plan dans l'organisation et l'approvisionnement du maquis. Daniel Huillier, âgé de quinze ans et demi, rejoint la Résistance à son tour, de même que son frère cadet Victor Huillier.
Daniel Huillier perd, au cours de l'occupation allemande, son oncle Paul, achevé par les SS sous ses yeux le 19 août 1944, son oncle Georges, décédé pendant son transfert vers un camp de concentration, ainsi que des cousins.
Succédant, entre autres, à Eugène Chavant, Compagnon de la Libération et chef civil du maquis du Vercors, Daniel Huillier prend la présidence de l'Association nationale des pionniers et combattants volontaires du maquis du Vercors. Daniel Huillier témoigne de son vécu dans la Résistance, notamment au sein de nombreux établissements scolaires isérois.

### Joueur
Il passe toute sa carrière aux Ours de Villard-de-Lans, dont il est licencié depuis 1938 (record français). En 1953, il fut sélectionné en équipe de France, en compagnie de son frère Victor, et disputa cette année-là les Championnats du monde en Suisse.

### Dirigeant
- Président pendant 25 ans (dont deux interruptions) du club de Villard-de-Lans.
- Membre du Comité national de hockey (CNHG) à deux reprises, ainsi que du Comité directeur de la Fédération française des sports de glace (dont dépendait le hockey à l'époque).

## Décorations
Officier de la Légion d'Honneur (2017)

## Honneurs reçus
- Intronisé au Temple de la renommée du hockey français en 2009.